# Авария DC-10 в Далласе
Авария DC-10 в Далласе — авиационная авария, произошедшая 14 апреля 1993 года. Авиалайнер McDonnell Douglas DC-10-30 авиакомпании American Airlines выполнял плановый внутренний рейс AA102 по маршруту Гонолулу—Даллас, но после жёсткой посадки в пункте назначения съехал со взлётной полосы аэропорта Далласа и частично разрушился. Все находившихся на его борту 202 человека (189 пассажиров и 13 членов экипажа) выжили, 40 из них получили ранения.

## Сведения о рейсе 102

### Самолёт

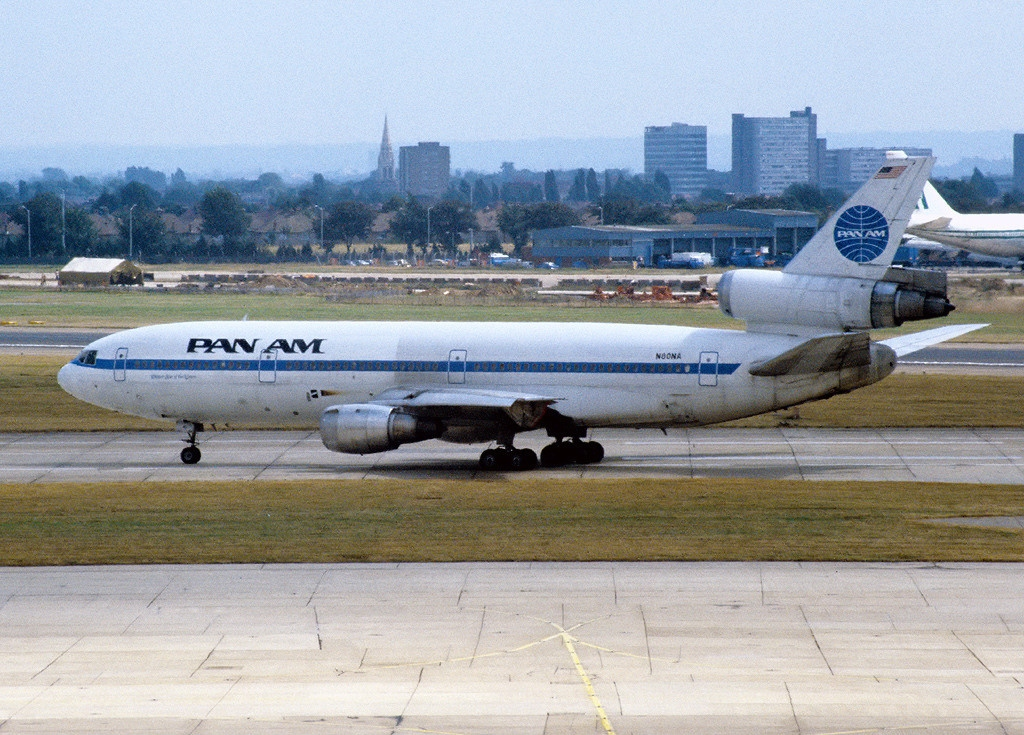
Разбившийся самолёт в 1982 году (в период эксплуатации в Pan American)

McDonnell Douglas DC-10-30 (регистрационный номер N139AA, заводской 46711, серийный 105) был выпущен в 1973 году (первый полёт совершил 15 мая). 11 июня того же года был передан авиакомпании National Airlines, где получил б/н N80NA и сменил два имени — Tammy и Bing Crosby. 7 января 1980 года, после поглощения National Airlines авиакомпанией Pan American, перешёл в авиапарк последней (б/н не изменился, имя Clipper Star of the Union). 24 февраля 1984 года был куплен авиакомпанией American Airlines и его бортовой номер сменился на N139AA. Оснащён тремя турбовентиляторными двигателями General Electric CF6-50C2. На день аварии 19-летний авиалайнер совершил 17 920 циклов «взлёт-посадка» и налетал 74 831 час.

### Экипаж
Самолётом управлял опытный экипаж, его состав был таким:
- Командир воздушного судна (КВС) — 59-летний Кеннет Крусляк (англ. Kenneth Kruslyak). Очень опытный пилот, проработал в авиакомпании American Airlines 26 лет и 8 месяцев (с 1 августа 1966 года). Управлял самолётами BAC 1-11, Boeing 707, Boeing 377 Stratocruiser, Boeing 727, McDonnell Douglas DC-9 и McDonnell Douglas MD-80. В должности командира McDonnell Douglas DC-10 — с 10 декабря 1991 года. Налетал 12 562 часа, 555 из них на DC-10.
- Второй пилот — 40-летний Дэвид Харрелл (англ. David Harrell). Опытный пилот, проработал в авиакомпании American Airlines 6 лет и 7 месяцев (с сентября 1986 года). Управлял самолётом Boeing 727 (сначала бортинженером, затем вторым пилотом). В должности второго пилота McDonnell Douglas DC-10 — с июня 1992 года. Налетал 4454 часа, 376 из них на DC-10.
- Бортинженер — 60-летний Фрэнсис Роггенбак (англ. Francis Roggenbuck). Проработал в авиакомпании American Airlines 37 лет и 6 месяцев (с октября 1955 года). Управлял самолётами Boeing 707, Boeing 727, Douglas DC-6, Douglas DC-7 и Lockheed L-188 Electra. В должности бортинженера McDonnell Douglas DC-10 — с ноября 1985 года. Налетал свыше 20 000 часов, свыше 4800 из них на DC-10.

В салоне самолёта работали 10 бортпроводников.

## Хронология событий
Рейс AA102 вылетел из Гонолулу в 23:53 CDT и взял курс на Даллас, на его борту находились 13 членов экипажа и 189 пассажиров. Полёт до Далласа занял около 7 часов. Самолётом управлял второй пилот, а командир отвечал за связь с авиадиспетчерами. В Далласе шёл дождь и было несколько грозовых очагов.
В 06:34 КВС предложил заход на посадку с юга на север, на что авиадиспетчер предложил сначала подлететь поближе (радар на таком расстоянии мог неточно показывать погоду). C 06:36 до 06:45 пилоты обсуждали увиденное на радаре, в 06:37 командир сообщил, что не видит сильных грозовых очагов по пути, а лишь умеренную облачность, но вскоре погода изменилась. В 06:42 речевой самописец записал звук, похожий за раскат грома, а экипаж увидел яркую вспышку. Согласно показаниям бортпроводников и пассажиров, в самолёт (предположительно) попала молния.
После попадания молнии бортинженер не обнаружил никаких проблем с управлением. Экипаж начал готовиться к заходу на посадку по ILS на ВПП № 17L. В 06:52 командир переспросил второго пилота, садятся ли они на ВПП № 17L или на ВПП № 17R. После ответа второго пилота о том, что они садятся на ВПП № 17L, пилоты начал заход на посадку с уже заранее выпущенными закрылками на 15°.
Командир предложил второму пилоту держать скорость на 18-27 км/ч выше обычной, после чего в 06:53:20 обсудили погодные условия. В 06:53:32 второй пилот спросил командира, как он думает, что поразило их 10 минут назад — молния или что-то другое; КВС ответил, что в его лётной карьере у него были 2 случая, когда в его самолёт попадала молния, и признаки были те же (как у рейса 102), и то, что он не думает, что молния привела к каким-либо серьёзным проблемам. В 06:55:53 были выпущены шасси.

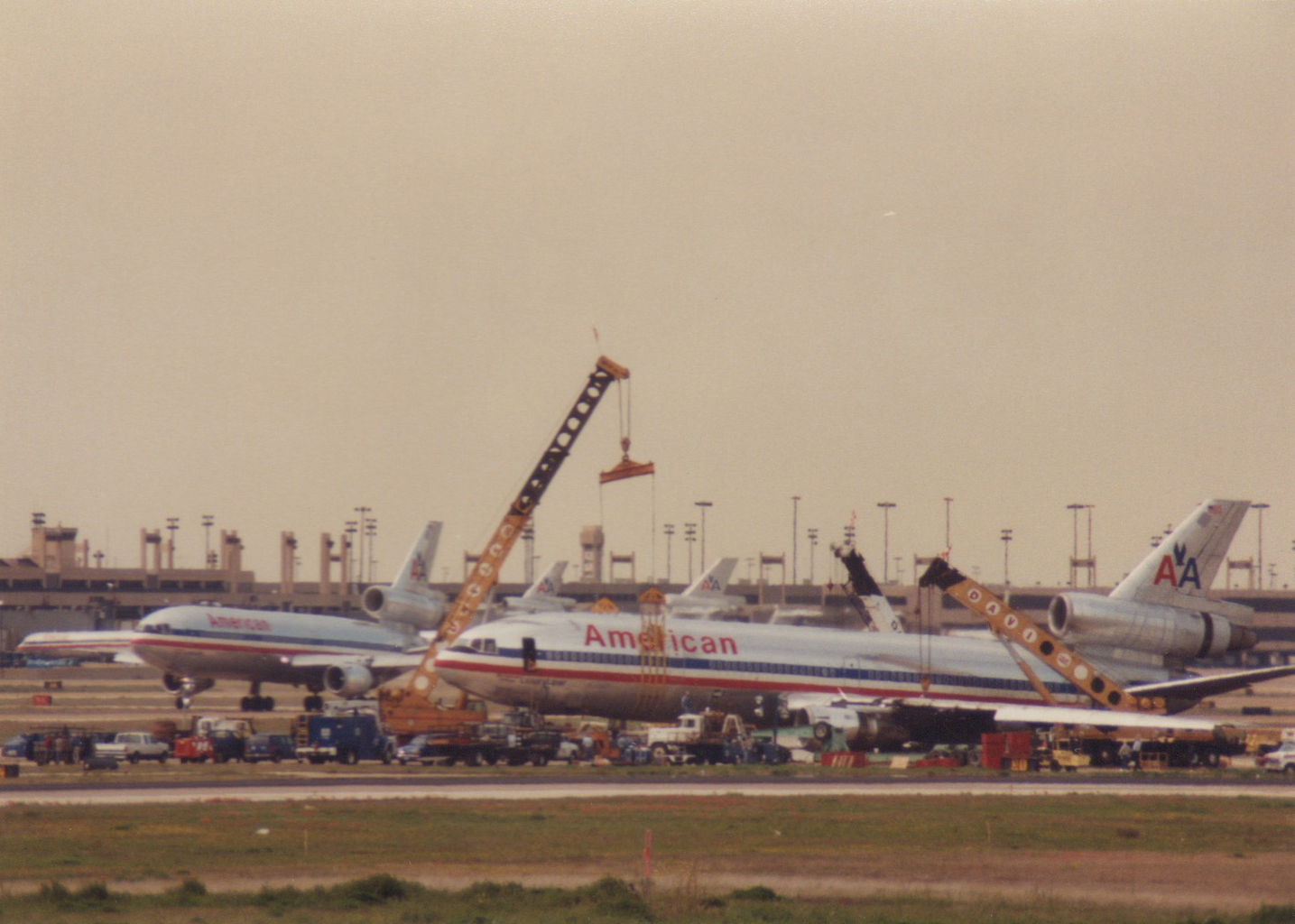
Разбившийся самолёт увозится с места аварии

В 06:59:16 в кабине экипажа прозвучал сигнал GPWS о высоте 15 метров. Через 1 секунду второй пилот сказал, что собирается уйти на второй круг, на что командир ответил, что он возьмёт управление на себя и продолжит посадку. В 06:59:29 речевой самописец записал звук касания ВПП. Бортинженеру показалось, что интерцепторы выпускаются слишком медленно, и выпустил их вручную. Примерно через 13 секунд (в 06:59:42 CDT) рейс AA102 съехал с ВПП на скорости 180 км/ч, всеми стойками шасси врезался в землю и остановился. Оторвавшийся двигатель № 1 (левый) загорелся. Началась эвакуация пассажиров.
Из находившихся на борту самолёта 202 человек никто не погиб, но 38 человек (3 члена экипажа и 35 пассажиров) получили лёгкие ранения и ещё 2 пассажира получили серьёзные травмы.

## Расследование
Расследование причин аварии рейса AA102 проводил Национальный совет по безопасности на транспорте (NTSB).
Окончательный отчёт расследования был опубликован 14 февраля 1994 года.
Согласно отчёту, причиной аварии стало следующее:

Национальный совет по безопасности на транспорте определил, что вероятной причиной аварии стала неспособность командира использовать верные техники направления самолёта, чтобы предотвратить его съезд со взлётно-посадочной полосы.Оригинальный текст (англ.)The National Transportation Safety Board determines, that the probable cause of the accident was the failure of the captain to use proper directional control techniques to maintain the airplane on the runway.

## Последствия аварии

### Дальнейшая судьба самолёта
McDonnell Douglas DC-10-30 борт N139AA в момент аварии получил серьёзные повреждения — разрушились носовая, левая и центральная стойки шасси, частично повреждены оба крыла и оторвался двигатель № 1 (левый). Ремонт разбившегося самолёта был оценён примерно в $ 35 000 000, но в итоге American Airlines списала самолёт.

### Номер рейса
Авиакомпания American Airlines по-прежнему использует номер рейса AA102 на маршруте Гонолулу—Даллас, его выполняет Boeing 787 Dreamliner.